# Guildfords stift
Guildfords stift (engelska: Diocese of Guildford) är ett stift i Canterbury kyrkoprovins inom Engelska kyrkan. Stiftet omfattar merparten av grevskapet Surrey, stora delar av nordöstra Hampshire och en församling i Greater London.
Stiftet leds av biskopen av Guildford, sedan 2014 Andrew Watson. Suffraganbiskop är biskopen av Dorking, Jo Bailey Wells. Det finns ingen formell uppdelning i geografiska biskopsområden, men informellt delar biskoparna tillsynsansvaret för församlingarna i en östlig och en västlig del och arbetar nära varsitt ärkediakonat. Katedralen i Guildford används som biskopssäte.
Guildfords stift driver cirka 90 låg- och mellanstadieskolor, och har en omfattande verksamhet med kaplaner vid 14 grundskolor och tio yrkeshögskolor och högskolor.

## Historik
Stiftet upprättades den 1 maj 1927 ur Winchesters stift.

### Fotnoter
1. ↑  ”Explore the Diocese” (på engelska). Guildfords stift. Arkiverad från originalet den 19 september 2015. https://web.archive.org/web/20150919181403/http://www.cofeguildford.org.uk/about/explore. Läst 23 oktober 2015.